# Université de Port-au-Prince
Die Université de Port-au-Prince (Universität von Port-au-Prince; UP) ist eine private Hochschule in Port-au-Prince, der Hauptstadt von Haiti.

## Geschichte und Status

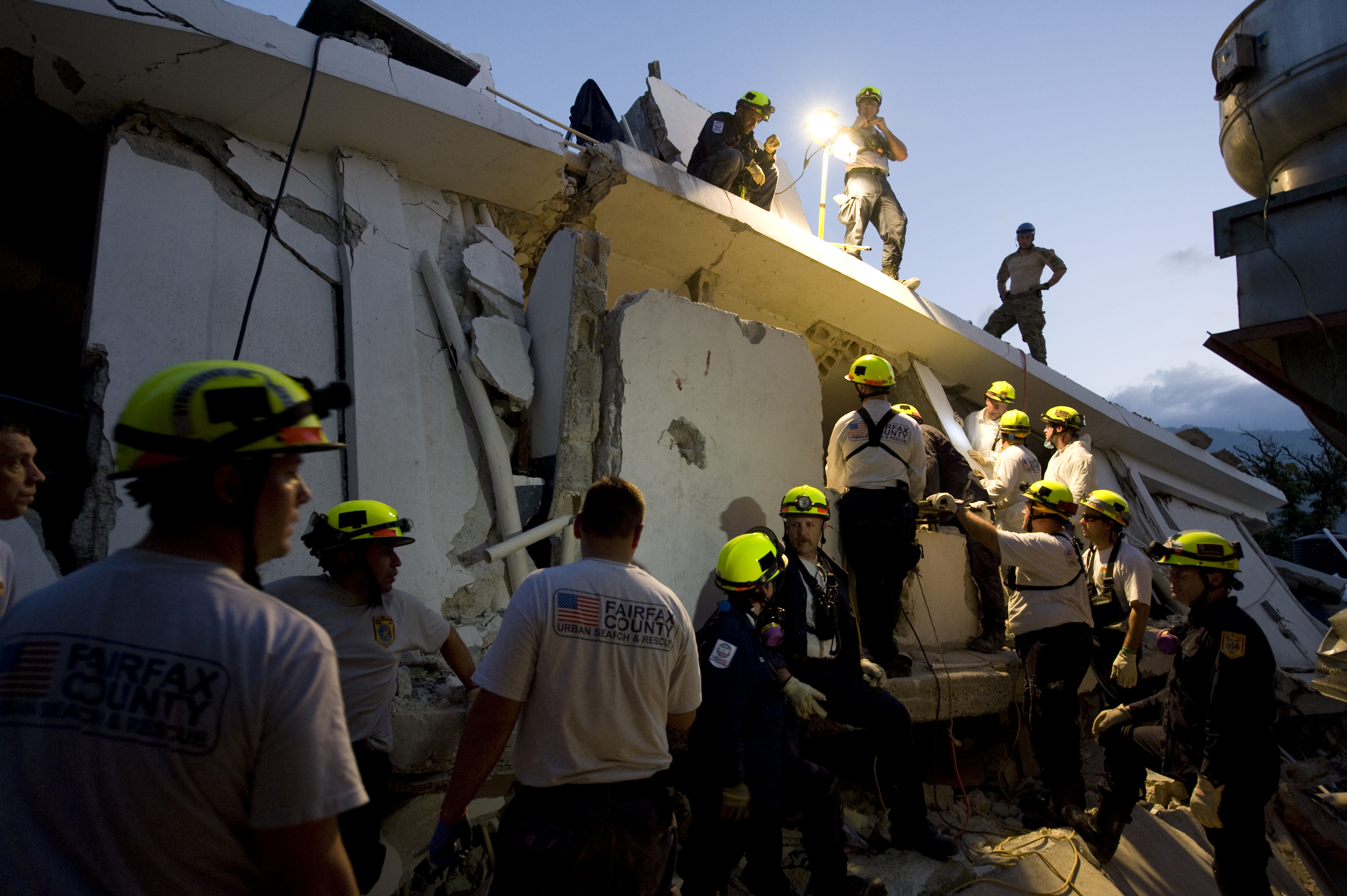
Nach dem Erdbeben in Haiti 2010 suchen Helfer nach Verschütteten in einem eingestürzten Gebäude der Universität

Die Universität Port-au-Prince (UP) wurde Anfang November des Jahres 1983 aus dem Institut de Gestion et de Comptabilité (Institut für Verwaltung und Rechnungswesen; IGC) heraus gegründet. Hierbei handelte es sich um eine Gemeinschaftsanstrengung von Akademikern, Hochschullehrern und Forschern, die eine Lücke im höheren Bildungssystem Haitis schließen wollten. Zu den Gründern gehörten Serge Luc Bernard, Jean François Solon, Gérard Dorcely, Henock Louis und Randolphe Salvant.
Die UP wurde als private Hochschuleinrichtung im Jahr 1996 von der Abteilung für Hochschulbildung des Bildungsministeriums zugelassen. Damit gelten die von der UP ausgestellten Diplome und Bachelor-Abschlüsse als staatlich anerkannt.
Zu Beginn ausschließlich in den Bereichen Verwaltung und Buchhaltung ausbildend, expandierte die UP und richtete weitere Studiengänge ein.
Zum 25. Jubiläum ihrer Gründung wurde im Jahr 2008 erstmals eine offizielle Graduierungsfeier ausgerichtet, die im Karibe Convention Center stattfand.
Bei dem Erdbeben vom Januar 2010 wurde das Hauptgebäude der Hochschule zerstört. Rund 120 Lehrer und Studenten fanden den Tod.
Serge Luc Bernard, damals Präsident der Universität, wurde im August 2012 bei einem kriminellen Überfall ermordet.

## Studiengänge
Im akademischen Jahr 2023 wurden folgende Studiengänge und Abschlüsse angeboten:

### Fakultät für Informatik
- Informatik, Bachelor
- Wirtschaftsinformatik, Diplom

### Wirtschaftswissenschaftliche Fakultät
- Entwicklungsökonomie, Bachelor
- Finanz- und Bankwesen, Bachelor
- Wirtschaftswissenschaft, Master, Bachelor
- Finanzwissenschaft, Master, Bachelor
- Unternehmensführung, Master
- Buchhaltung und Rechnungswesen, Master
- Öffentliche Verwaltung, Master

### Geisteswissenschaftliche Fakultät
- Gesellschaftliche Kommunikation, Bachelor
- Marketing und Öffentlichkeitsarbeit, Bachelor
- Werbung, Bachelor

### Verwaltungswissenschaftliche Fakultät
- Öffentliches Haushaltswesen, Bachelor
- Verwaltungsführung, Bachelor

### Rechtswissenschaftliche Fakultät
- Rechtswissenschaft, Bachelor
- Öffentliches Recht, Bachelor

### Politikwissenschaftliche Fakultät
- Politikwissenschaft, Bachelor
- Öffentliche Verwaltung, Bachelor

## Bekannte Absolventen
Bekannte Absolventen der UP sind
- Michel Patrick Boisvert, Politiker
- Emmelie Prophète, Lyrikerin
- Michelet Saturné, Fotograf